# Sarajevo (téléfilm)
Cet article concerne le téléfilm de 2014. Pour la ville, voir Sarajevo. Pour le film de 1955, voir Sarajevo (film).
Pour plus de détails, voir Fiche technique et Distribution.
Sarajevo (titre original : Das Attentat – Sarajevo 1914) est un téléfilm historique germano-autrichien de 2014 traitant de l'enquête du juge Pfeffer sur l'assassinat de l'archiduc François-Ferdinand d'Autriche.

## Scénario
Le 28 juin 1914, l'archiduc François-Ferdinand d'Autriche-Este, héritier de l'Empire austro-hongrois, et son épouse Sophie Chotek, duchesse de Hohenberg, traversent Sarajevo à l'occasion du 525e anniversaire de la bataille de Kosovo Polje. Ils trouvent la mort dans un double attentat, le premier, raté, à la bombe, le second, réussi, sous les tirs d'un membre de La Main noire, Gavrilo Princip. Le juge d'instruction - de nationalité autrichienne, mais qu'on ne se prive pas de mépriser pour ses origines juives slaves - Leo Pfeffer est chargé d'enquêter sur l'assassinat. Pfeffer découvre alors que 36 policiers seulement étaient déployés pour surveiller le trajet emprunté par l'archiduc. Après la première attaque, le convoi a pris la route de l'hôpital, mais le chauffeur en tête du cortège s'est écarté de l'itinéraire prévu, plaçant la voiture de l'archiduc et de son épouse devant le second terroriste. Tout cela suscite des doutes dans l'esprit de Pfeffer. Sous la torture, l'un des auteurs avoue, mais les preuves et les témoins disparaissent, et certains protagonistes sont exécutés avant que le juge puisse les interroger. Au cours de ses investigations, Pfeffer rencontre d'autres incohérences, mais est contraint par ses supérieurs de déclarer l'assassinat comme un complot du gouvernement serbe : il accepte de signer le rapport qu'on lui dicte moyennant la vie sauve et la liberté pour Marija, une grande bourgeoise serbe avec laquelle il a noué une relation amoureuse. Lorsque Pfeffer remet son second rapport, rétablissant la vérité, il est reçu dans la plus grande indifférence, les politiciens et militaires austro-hongrois ayant déjà décidé que l'assassinat de l'archiduc, dans lequel ils ont peut-être trempé, serait utilisé comme prétexte pour une attaque contre la Serbie et au-delà, pour la Grande guerre.

## Distribution
- Florian Teichtmeister : Leo Pfeffer
- Heino Ferch : Dr Herbert Sattler
- Melika Foroutan : Marija Jeftanovic
- Juergen Maurer : Justizchef Fiedler
- Edin Hasanovic : Danilo Ilić
- Eugen Knecht : Gavrilo Princip
- Mateusz Dopieralski : Nedeljko Čabrinović
- Dominik Warta : Peter Dörre

- Simon Hatzl : Polizeichef Strametz
- Erwin Steinhauer : Oskar Potiorek
- Friedrich von Thun : Sektionsrat Wiesner
- Juraj Kukura : Stojan Jeftanovic
- Reinhard Forcher : François-Ferdinand d'Autriche
- Michaela Ehrenstein : Sophie Chotek
- Martin Leutgeb : Polizist Schimpf
- Karin Lischka : Frau Ofner
- Michael Menzel : Sekretär Körner

## Production
Le film est le fruit d'une coopération germano-autrichienne entre la chaîne de télévision allemande ZDF et la chaîne autrichienne ORF. Il a été commandé dans le cadre du 100e anniversaire du début de la Première Guerre mondiale.

## Récompenses et nominations
Le film a reçu les prix et nominations suivants :
- Festival du film télévisé de Baden-Baden 2014
  - 3Sat Zuschauerpreis : Andreas Prochaska
- Prix de l'Académie de la télévision allemande 2014
  - Meilleur acteur principal : Florian Teichmeister
  - Meilleur scénario : Martin Ambrosch
  - Meilleur casting : Nicole Schmied
- Prix Jupiter 2015
  - Meilleur acteur de la télévision allemande : Heino Ferch

## Commentaires
- « Un scénario oppressant », TV Spielfilm[4]
- « Ainsi, la coproduction ZDF/ORF s'attaque à l'assassinat de Sarajevo, dont le déroulement et les conséquences sont généralement connus, mais présente néanmoins une valeur ajoutée à ce qu'est un documentaire sur le sujet. », tittelbach.tv[2]

## Autour du film
Leo Pfeffer est bien un personnage historique, comme d'autres protagonistes du film. Son travail d'enquête a donné lieu à un roman de Milo Dor, Der letzte Sonntag. Bericht über das Attentat von Sarajewo (« Le dernier dimanche. La vérité sur l'attentat de Sarajevo », Viena, Amalthea, 1982), dont a été tirée la pièce Die Schüsse von Sarajevo (« Les tirs de Sarajevo », de Herbert Föttinger, Theater in der Josefstadt de Viena, création le 4 avril 2014). Leur thème est le même que celui du film : « Pfeffer veut révéler la vérité, mais il doit affronter las fortes pressions et les intérêts de sa hiérarchie. » La relation avec Marija est également identique dans les deux œuvres.